# Peperomia arcuatispica
Peperomia arcuatispica är en pepparväxtart som beskrevs av William Trelease. Peperomia arcuatispica ingår i släktet peperomior, och familjen pepparväxter. Inga underarter finns listade i Catalogue of Life.